# Les As de la jungle
 (décembre 2019).
Pour le film sorti en 2017, voir Les As de la jungle (film).
Les As de la jungle est un univers de fiction animée, composé de séries télévisées et de films français créés par Jean-François Tosti, David Alaux et Éric Tosti et produits par les sociétés TAT Productions et Master Films depuis 2011.

## Synopsis
Les As de la jungle sont une équipe de super-justiciers chargés de défendre et de faire régner la paix et la justice dans la jungle. L'équipe est composée du leader Maurice, un manchot-tigre, surnommé « Grand Guerrier Tigre » accompagné de Junior, son fils adoptif, poisson rouge dans son bocal, de Miguel, un gorille bleu qui aime taper les méchants et manger des bananes, du scientifique Gilbert le tarsier qui a la phobie des microbes et des maladies et de Batricia, une chauve-souris ouvertement amoureuse de Gilbert, qui repousse régulièrement ses avances jusqu'au film où les deux personnages sont ouvertement amoureux. Al et Bob, quant à eux, sont deux crapauds qui n’accompagnent pas les héros en mission, et restent généralement au repère des As pour le garder pendant qu'ils sont en mission.

## Films et séries
L'univers des As de la jungle a été décliné en plusieurs séries et plusieurs métrages.

### Moyen métrage:Les As de la jungle: Opération banquise(2011)
Le premier film, nommé Les As de la jungle : Opération banquise, est un moyen métrage de 55 minutes, sorti en 2011. Il raconte la création des As de la jungle et leur toute première aventure. Le téléfilm est diffusé le 31 décembre 2011 sur France 3 et sort au cinéma le 10 avril 2013. Ce film est notamment primé lors des Kidscreen Awards et nommé aux International Kids Emmy Awards[source insuffisante].

### Première série:Les As de la jungle en direct(2011)
Cette série est constituée de 26 épisodes de une minute et trente secondes  chacun et d'un épisode spécial de 14 minutes, diffusé du 29 décembre 2013 au 31 mars 2020 sur France 3. Elle a été rediffusée à partir de janvier 2016 sur Boomerang. 
 Dans cette série, les différents personnages ne se connaissent quasiment pas. Un interviewer filme ce qui se passe dans la jungle et pose des questions aux animaux.

### Seconde série:Les As de la jungle à la rescousse(2014-2020)
Nombre total d'épisodes : 158
Dans cette série, les As sont confrontés à de nouvelles aventures et retrouveront aussi leurs plus grands ennemis. Elle débute en 2014, avec une première saison de 52 épisodes de onze minutes chacun. Durant cette saison, le téléfilm Le Trésor du vieux Jim est diffusé en quatre parties. Une saison 2 est diffusée dès la rentrée 2016 sur France 3. Elle est rediffusée sur Boomerang puis sur France 4 dans Les Minikeums, France 5 jusqu'en 2020 et sur Boing. En Belgique, elle est aussi rediffusée sur La Trois.
Une troisième saison de 52 épisodes est diffusée à partir du 4 avril 2020 dans l’émission Okoo. Elle devient disponible le même jour sur la plateforme de vidéo à la demande Okoo.
Durée : 11 minutes
Durée : 11 minutes - Nombre d'épisodes : 106
Durée : 11 minutes - Avec la participation de Natacha, la maman de Maurice, le grand guerrier tigre

### Premier long métrage:Les As de la jungle(2017)
Un long métrage en trois dimensions de 97 minutes nommé Les As de la jungle, toujours dans l'univers de la série, sort le 26 juillet 2017 dans les salles de cinéma françaises et s'adresse à un public familial.

### Deuxième long métrage:Les As de la jungle 2: Opération Tour du monde(2023)
Une suite, coréalisée par Benoît Somville, Yannick Moulin et Laurent Bru accompagnés de David Alaux, Éric Tosti et Jean-François Tosti au scénario, intitulée Les As de la jungle 2 : Opération tour du monde, sorti en salles le 16 août 2023.

## Distribution des séries télévisées

### Voix françaises
- Philippe Bozo : Maurice
- Michel Mella : Fred
- Emmanuel Curtil : Al
- Paul Borne : Bob
- Laurent Morteau : Gilbert
- Pascal Casanova : Miguel
- Céline Monsarrat : Batricia
- Jérémy Prévost : Ernest, Vladimir, Salvador, voix additionnelles
- Guillaume Lebon : Igor et Capitaine Cahouète
- Barbara Tissier : Ping
- Adeline Chetail : Emma et Blake (saison 3, épisode 41)
- Barbara Beretta : Marina et Mélina
- Emmanuel Garijo : Bud, Patrick et voix additionnelles
- Véronique Augereau : Marla
- Magali Rosenzweig
- Jean-Philippe Puymartin : Le reporter (première série)
- Florent Dorin : Barbe Sale (saison 1 de la seconde série, épisodes 14 à 17)
- Dorothée Pousséo : une hyène, Lola, Paquita, Freddy
- Christophe Lemoine : Alberto (saison 2), voix additionnelles
- Maïk Darah : Natacha
- Frantz Confiac : Tony
- Alain Dorval : Goliath
- Céline Ronté : voix additionnelles
- Benjamin van Meggelen : Barbe Sale
- Emmanuel Curtil, Jérémy Prévost, Xavier Fagnon, Guillaume Lebon, Daniel Njo Lobé , Paul Borne, Stéphane Ronchewski, Antoine Schoumsky : divers méchants, voix additionnelles

## Distinctions
- International Kids Emmy Awards 2016 : nomination dans la catégorie « animation » pour Les As de la jungle : Le Trésor du vieux Jim [10]
- San Diego International Kids Film Festival 2015 : Grand prix du jury[11], catégorie « meilleur court-métrage » pour le téléfilm Le Trésor du vieux Jim
- New York Festivals 2015 : Final Certificate[Quoi ?][12][Pour qui ?]
- International Kids Emmy Awards 2015 : gagnant de la catégorie « animation » pour Les As de la jungle à la rescousse [13],[14]
- Cartoons on the Bay 2014 : Pulcinella Award de la meilleure série TV pour enfants pour Les As de la jungle à la rescousse[15]
- Kidscreen Awards 2013 : Prix du meilleur film d’animation pour la télévision pour Les As de la jungle : Opération banquise[2]
- International Kids Emmy Awards 2013 : nomination dans la catégorie « animation » pour Les As de la jungle [16],[17]
- Prix Export 2013 TV France International pour Les As de la jungle : Opération banquise
- Cartoons on the Bay 2012 : Pulcinella Award du meilleur personnage animé pour Les As de la jungle : Opération banquise

## Adaptations

### Littérature
Un livre de jeux dérivé de la série est sorti aux éditions Gallimard Jeunesse ainsi que les 2 récits La Légende du Grand Guerrier Tigre et Aux secours des pingouins, 2 livres jeunesse de Valérie Latour-Burney. À l'occasion de la sortie du film cinéma, Lilas World sort chez Milan le court ouvrage de 32 pages intitulé Les As de la jungle : La Revanche des guerriers tigres, sous titré Le roman du film.

### Seaworld
Le parc aquatique américain SeaWorld est propriétaire de l'univers du dessin animé pour les États-Unis. Il a ainsi créé des boutiques avec les héros de la série.